# 克雷昂贝勒多讷
克雷昂贝勒多讷（法語：Crêts en Belledonne，法語發音：[kʁɛ ɑ̃ bɛldɔn]）是法国伊泽尔省的一个市镇，位于该省东部，属于格勒诺布尔区。

## 地名
“克雷昂贝勒多讷”（Crêts en Belledonne）一名在法语中意为“貝勒多訥山脈中的众山顶”。

## 历史
克雷昂贝勒多讷是在2016年1月1日，由圣皮埃尔达勒瓦尔（Saint-Pierre-d'Allevard）和莫雷泰勒德马耶（Morêtel-de-Mailles）两个市镇合并而成的，其中圣皮埃尔达勒瓦尔为政府驻地。

## 地理
克雷昂贝勒多讷（45°22'32"N, 6°2'55"E）面积33.8 平方千米，位于法国奥弗涅-罗讷-阿尔卑斯大区伊泽尔省，该省份为法国东南部内陆省份，北起顺时针与安省、萨瓦省、上阿尔卑斯省、德龙省、阿尔代什省、卢瓦尔省和罗讷省。
与克雷昂贝勒多讷接壤的市镇（或旧市镇、城区）包括：阿勒瓦尔、上布雷达、泰斯、贡斯兰、勒谢拉、蓬沙拉。
克雷昂贝勒多讷的时区为UTC+01:00、UTC+02:00（夏令时）。

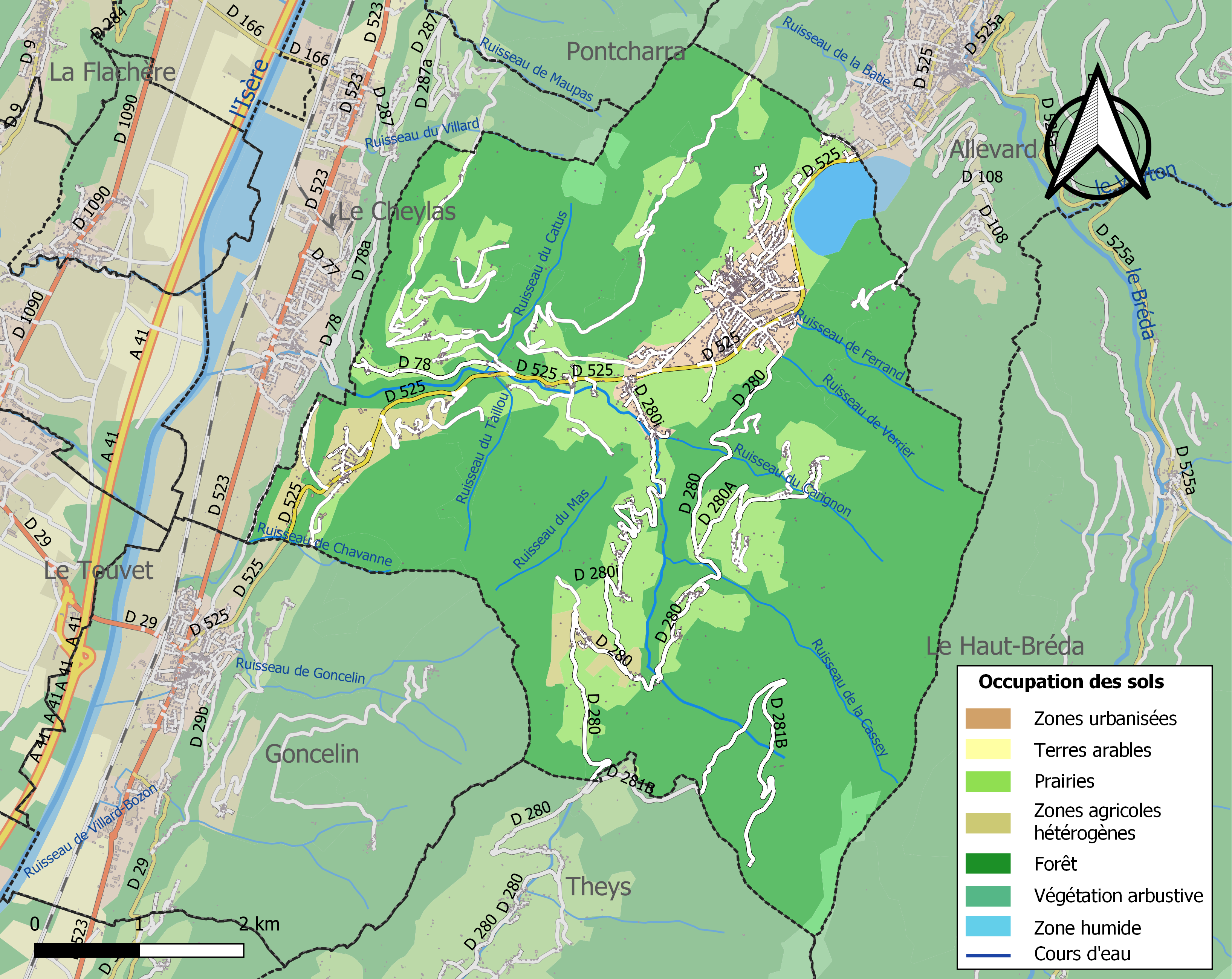
克雷昂贝勒多讷的OSM定位图

## 行政
克雷昂贝勒多讷的邮政编码为38830，INSEE市镇编码为38439。

## 政治
克雷昂贝勒多讷所属的省级选区为上格雷西沃当县。

## 人口
克雷昂贝勒多讷于2022年1月1日时的人口数量为3430人。